# Dirk Schaefer
Dirk Schaefer (Rotterdam, 25 de novembre de 1874 - Amsterdam, 16 de febrer de 1931) fou un pianista i compositor dels Països Baixos.
Cursà estudis de piano, harmonia i composició en el Conservatori de la seva ciutat nadiua i com a pensionat en el de Colònia i Berlín, on el 1894, aconseguí el premi Mendelssohn.
Va actuar com a distingit concertista a Alemanya, Bèlgica i en el seu país, establint-se després a La Haia i dedicant-se per sencer a l'ensenyança i la composició.

## Obres
- una Sonata per a violí,
- un Quintet per a instrument d'arc i piano.
- una Sonata per a piano i una altra per a violoncel.
- Rapsòdia per a orquestra.

Diverses obres corals amb acompanyament d'orquestra, i nombrosos lieder, i també molta música per a piano.